# Locheutis
Locheutis is een geslacht van vlinders van de familie sikkelmotten (Oecophoridae), uit de onderfamilie Oecophorinae.

## Soorten
- L. acrocapna (Turner, 1938)
- L. desmophora Meyrick, 1883
- L. dolichotricha Turner, 1927
- L. empolaea Meyrick, 1914
- L. fusca Philpott, 1930
- L. inconcinna Turner, 1927
- L. mesophragma (Meyrick, 1887)
- L. myrophenges Turner, 1935
- L. periscia Meyrick, 1888
- L. philocora Meyrick, 1884
- L. pulla Philpott, 1928
- L. vagata Meyrick, 1916